# Reza Negarestani
Reza Negarestani, född 1977, är en iransk filosof och författare.
Negarestani banade väg för genren "teorifiktion" med sin bok Cyclonopedia, som publicerades 2008. Han bidrar även till online-tidskrifter som Collapse och CTheory. Namnet hörs ibland i samband med begreppet spekulativ realism. Negarestani myntade begreppet culinary materialism.